# Krankenhaus Teutschenthal

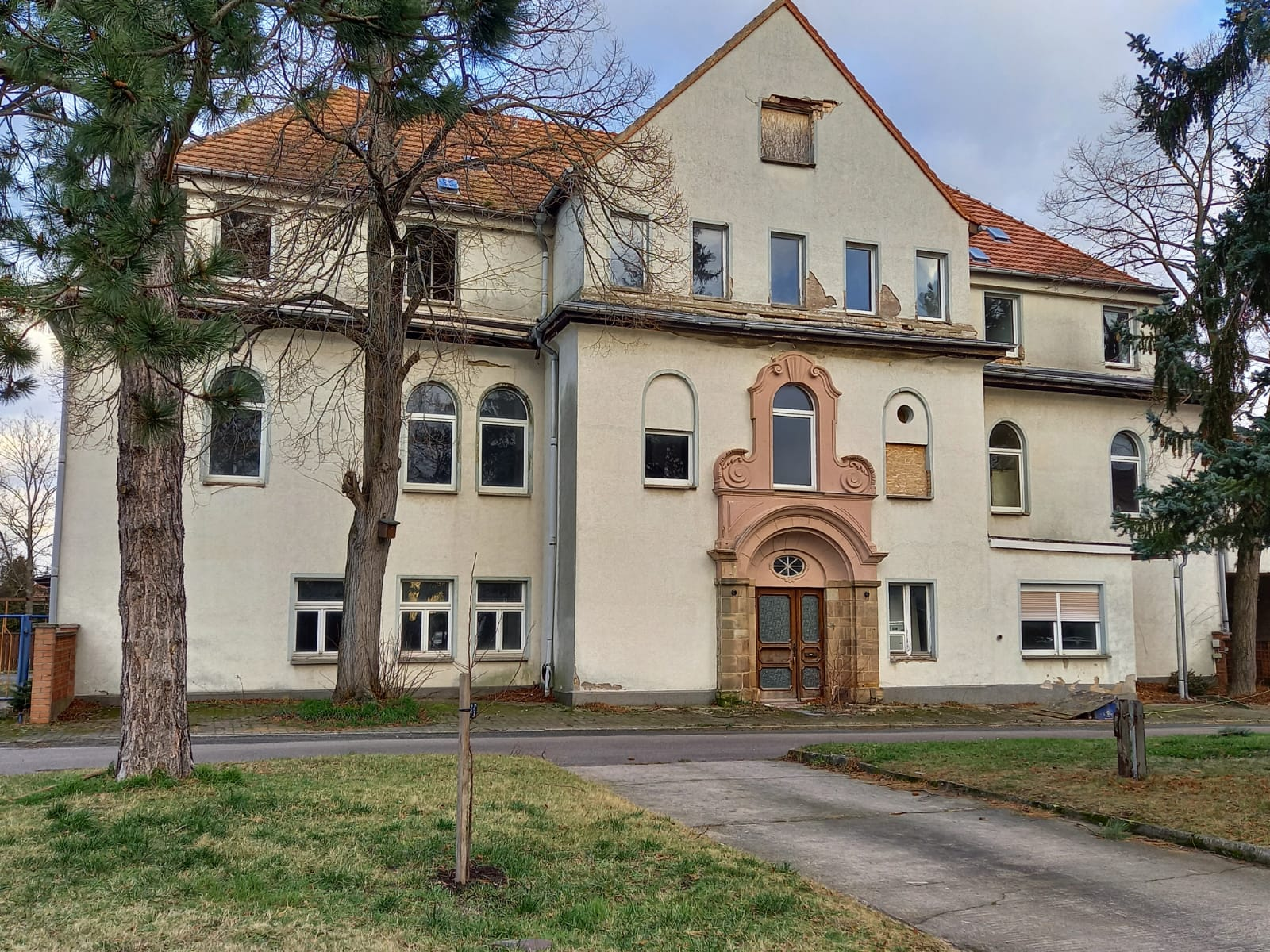
Ehemaliges Krankenhaus Teutschenthal, 2022

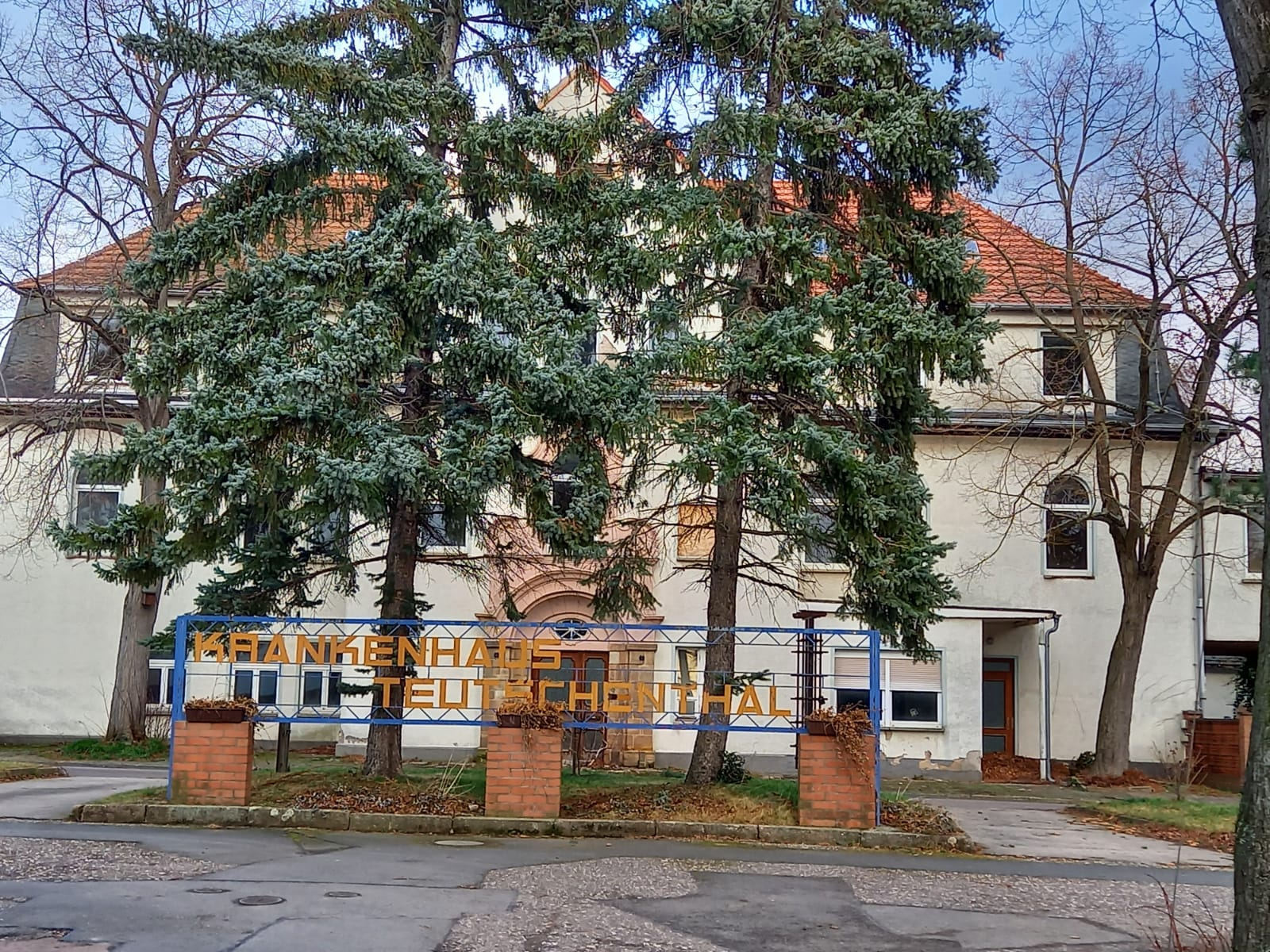
Backsteinsäulen mit Schriftzug, 2022

Das ehemalige Krankenhaus von Teutschenthal ist ein Verwaltungsgebäude im Saalekreis in Sachsen-Anhalt.

## Lage
Das Bauwerk „Krankenhaus Teutschenthal“ befindet sich im Westen von Teutschenthal bzw. dem alten Oberteutschenthal an einem Platz, in den die Kurallee mündet.

## Geschichte
Seit der Mitte des 19. Jahrhunderts erfolgte in Teutschenthal der Aufstieg der Agrarunternehmerfamilie Wentzel, von dem noch heute das Schloss Teutschenthal kündet. Nordwestlich dieses Hauptsitzes entstand vermutlich um das Jahr 1910, als das Schloss nach einem Brand ausgebaut wurde, ein eigenes Verwaltungsgebäude der Wentzelschen Unternehmen. Um dieses Gebäude herum entstand unter Carl Wentzel nach dem Ersten Weltkrieg eine kleine Kolonie, die entlang der Sackgassenstraße (Kurallee) erbaut wurde und für seine Arbeiter gedacht war. Sie wurde 1927 übergeben.
Nach dem Zweiten Weltkrieg wurde das enteignete Gebäude in ein Krankenhaus umgewandelt. Als solches gehörte es später zum Krankenhaus Saalkreis (Wettin) und zierte sogar eine eigene Ansichtskarte. Am 30. Juni 1998 wurde es schließlich geschlossen, bis Juni 2020 konnte keine neue Nutzung gefunden werden.
Das Gebäude steht vermutlich nicht unter Denkmalschutz, da es nicht im Denkmalverzeichnis erwähnt wird.

## Gestalt und Umfeld
Das Verwaltungsgebäude war ein wuchtiger neubarocker Bau mit Jugendstil-Elementen. Ansichtskarten aus der Zeit um 1960 zeigen zudem ein Mansard-Walmdach mit Dachturm / Belvedere, verschiedenartige Dachgauben,  Zwerchhäuser und Schornsteine, rechteckige Fenster im Erdgeschoss und rundbogige Fenster im 1. Obergeschoss. Mit dieser Westfront, in der sich ein Erker mit Schweifgiebel befand, korrespondiert auch die Nordseite, die ebenfalls einen Eingang sowie einen größeren Giebel besaß. 
Heute sind viele dieser Elemente verloren gegangen. Das Dachgeschoss wurde zu einem 2. Obergeschoss ausgebaut, der Giebel wurde vereinfacht und vergrößert, das Dach beginnt heute erst oberhalb davon und besitzt weder Dachturm noch Dachgauben. Auf dem Platz vor dem Krankenhaus, der umfahren werden kann, tragen drei gemauerte Backsteinsäulen ein blaues Rahmengerüst mit dem Schriftzug Krankenhaus Teutschenthal.